# Longitibia sinica
Longitibia sinica är en stekelart som beskrevs av He och Ye 1999. Longitibia sinica ingår i släktet Longitibia och familjen brokparasitsteklar. Inga underarter finns listade i Catalogue of Life.